# Sabrina Schneider
Sabrina Schneider (* 22. September 1983) ist eine ehemalige deutsche Fußballspielerin.

## Karriere
Schneider begann ihre Karriere im Jahr 1999 beim Bundesligisten FSV Frankfurt, bei dem sie bis Ende 2003 auf 47 Erstligaeinsätze kam. Anfang 2004 wechselte sie zum Lokalrivalen 1. FFC Frankfurt, bei dem sie nach zwei Bundesligaspielen in der Rückrunde der Saison 2003/04 lediglich in der zweiten Mannschaft eingesetzt wurde. Im Sommer 2009 schloss Schneider sich dem Bayernligisten ETSV Würzburg an, mit dem sie ein Jahr später in die Regionalliga aufstieg.